# NGC 1331
NGC 1331 је елиптична галаксија у сазвежђу Еридан која се налази на NGC листи објеката дубоког неба.
Деклинација објекта је - 21° 21' 20" а ректасцензија 3h 26m 28,2s. Привидна величина (магнитуда) објекта NGC 1331 износи 13,4 а фотографска магнитуда 14,4. Налази се на удаљености од 20,300 милиона парсека од Сунца. NGC 1331 је још познат и под ознакама IC 324, ESO 548-19, MCG -4-9-12, PGC 12846.